# 1917 na literatura

## Nascimentos
| Data            | Nome                    | Profissão                                 | Nacionalidade  | Observações | Ref |
| --------------- | ----------------------- | ----------------------------------------- | -------------- | ----------- | --- |
| 8 de Janeiro    | Gerardo Melo Mourão     | escritor, jornalista e poeta              | Brasil         | m. 2007     |     |
| 26 de Janeiro   | Antônio Callado         | escritor                                  | Brasil         | m. 1997     |     |
| 11 de Fevereiro | Sidney Sheldon          | escritor                                  | Estados Unidos | m. 2007     |     |
| 19 de Fevereiro | Carson McCullers        | escritora                                 | Estados Unidos | m. 1967     |     |
| 25 de Fevereiro | Anthony Burgess         | escritor, compositor e crítico            | Inglaterra     | m. 1993     |     |
| 9 de Março      | Algirdas Julius Greimas | linguista                                 | Rússia         | m. 1992     |     |
| 3 de Abril      | Jayme de Sá Menezes     | médico, biógrafo, historiador e professor | Brasil         | m. 2001     |     |
| 16 de Maio      | Juan Rulfo              | escritor                                  | México         | m. 1986     |     |
| 21 de Agosto    | Josué Montello          | escritor                                  | Brasil         | m. 2006     |     |
| 21 de Setembro  | Herberto Sales          | jornalista e escritor                     | Brasil         | m. 1999     |     |
| 21 de Outubro   | Lindanor Celina         | escritora                                 | Brasil         | m. 2003     |     |
| 2 de Dezembro   | Deoscóredes dos Santos  | artista plástico e escritor               | Brasil         | m. 2013     |     |
| 6 de Dezembro   | Arthur C. Clarke        | escritor e inventor                       | Inglaterra     | m. 2008     |     |

## Mortes
| Data            | Nome                   | Profissão                                  | Nacionalidade | Observações | Ref |
| --------------- | ---------------------- | ------------------------------------------ | ------------- | ----------- | --- |
| 16 de Fevereiro | Octave Mirbeau         | jornalista e novelista                     | França        | n. 1848     |     |
| 14 de Abril     | Ludwik Lejzer Zamenhof | oftalmologista e filólogo                  | Polónia       | n. 1855     |     |
| 24 de Abril ?   | Abel Botelho           | escritor e diplomata                       | Portugal      | n. 1859     |     |
| junho           | Carlos de Faria e Melo | escritor, jornalista, político e diplomata | Portugal      | n. 1849     |     |
| ?               | Maria da Cunha         | escritora                                  | Brasil        | n. 1862     |     |
| ?               | Maria Firmina dos Reis | escritora                                  | Brasil        | n. 1825     |     |

## Prémios literários
- Nobel de Literatura - Karl Adolph Gjellerup, Henrik Pontoppidan.

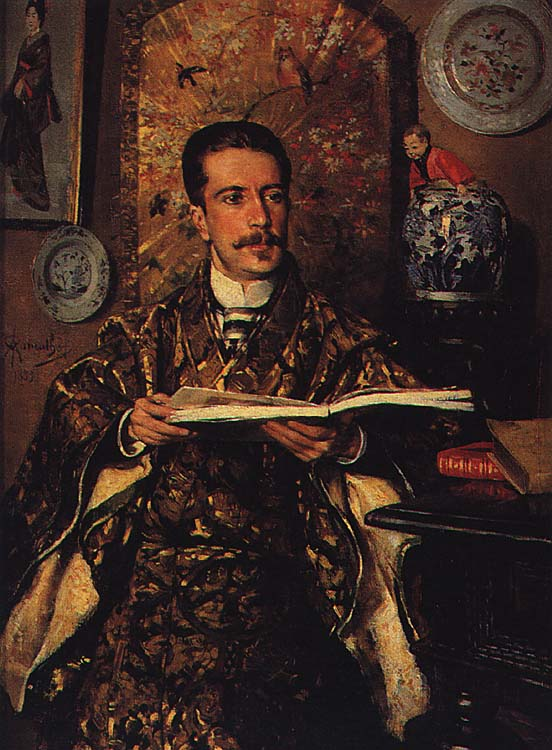
Abel Botelho (1859 - 1917)